# 2346 Lilio
2346 Lilio este un asteroid din centura principală, descoperit pe 5 februarie 1934 de Karl Reinmuth.